# 临夏鸵鸟
临夏鸵鸟（學名：Orientornis linxiaensis）是一种已灭绝的鸵鸟，生存于中新世晚期。是東方鴕鳥属（学名：Orientornis ，意為「東方的鳥」）已知的唯一物种，化石發現於中国甘肃省廣河縣西南部的阳屲铺子（陽窪鋪子），因位於臨夏盆地內而得名。其正模標本包括骨盆（腰帶骨）與合薦骨，收藏於臨夏和政縣的和政古动物化石博物馆，另有一副模標本（亦為骨盆與合薦骨）藏於中国科学院古脊椎动物与古人类研究所
。

## 描述
2005年，一件包含骨盆與合薦骨的化石出土於甘肅省臨夏廣河縣阳洼铺子岌坊乡石磊，地層層位為柳樹組（Liushu Formation）上部的泥岩。其骨盆約長50公分，合薦骨由19塊薦骨組成（但研究人員推測另有兩塊薦骨遺失），經鑑定為一新種鴕鳥。由其大小推測，臨夏鴕鳥的體型應稍大於現生的鴕鳥。在已發現的鴕鳥化石中，臨夏鴕鳥的化石是骨盆保存最完整的。此化石的發現也有助研究人員重構臨夏盆地史前的氣候、環境，中新世晚期該地可能是溼地或廣闊的草原地。2007年，有研究人員又在同地發現了臨夏鴕鳥蛋殼碎片的化石。
鴕鳥起源於非洲，中新世晚期時，可能已廣泛分佈於非洲與歐亞大陸。現今亞洲並無鴕鳥分布，在臨夏鴕鳥的化石出土以前，中國北方與蒙古已發現若干件其他種鴕鳥肢骨與蛋殼的化石，顯示中國北方曾有鴕鳥存在，直到距今一萬年前的更新世晚期才滅絕，其中本種鴕鳥的發現將中國最早的鴕鳥年代往前推進了數百萬年。
臨夏鴕鳥的化石被列入中華人民共和國國土資源部編製的首批國家重點保護古生物化石名錄中，屬於一級重點保護古生物化石。

## 分類
临夏鸵鸟最初被歸入鴕鳥屬。2008年，有研究者認為其骨盆、蛋殼的特徵與鴕鳥屬其他物種差異較大，其蛋殼表面平滑，孔洞較小，且不像其他鴕鳥蛋殼上的孔洞會集中形成複合體（pore complex），而將其獨立為新屬東方鴕鳥屬。